# Letheobia leucostictus
Letheobia leucostictus là một loài rắn trong họ Typhlopidae. Loài này được Boulenger mô tả khoa học đầu tiên năm 1898.